# Марко Сканделла
Марко Сканделла (англ. Marco Scandella; 23 лютого 1990, м. Монреаль, Канада) — канадський хокеїст, захисник. Виступає за «Міннесота Вайлд» у Національній хокейній лізі.
Виступав за «Валь-д'Ор Форерс» (QMJHL), «Х'юстон Аерос» (АХЛ), «Міннесота Вайлд».
В чемпіонатах НХЛ — 83 матчі (3+11).
У складі молодіжної збірної Канади учасник чемпіонату світу 2010. У складі юніорської збірної Канади учасник чемпіонату світу 2008.
Брат: Джуліо Сканделла.
Досягнення
- Срібний призер молодіжного чемпіонату світу (2010)
- Переможець юніорського чемпіонату світу (2008).